# Mahood Lake
Mahood Lake är en sjö i Kanada.   Den ligger i provinsen British Columbia, i den centrala delen av landet, 3 300 km väster om huvudstaden Ottawa. Mahood Lake ligger 1 020 meter över havet. Arean är 34 kvadratkilometer.
I omgivningarna runt Mahood Lake växer i huvudsak barrskog. Trakten runt Mahood Lake är nära nog obefolkad, med mindre än två invånare per kvadratkilometer.